# 갤런트
갈란트(Gallant, 십일월 14 1991 ~ )는 미국의 싱어송라이터이다.

## 음반 목록

### 정규 앨범
- Ology (2016)
- Sweet Insomnia (2019)